# Saint-Laurent-Blangy
Saint-Laurent-Blangy is een gemeente in het Franse departement Pas-de-Calais (regio Hauts-de-France). De gemeente maakt deel uit van het arrondissement Arras. Saint-Laurent-Blangy telde op 1 januari 2022 6.492 inwoners.

## Geschiedenis

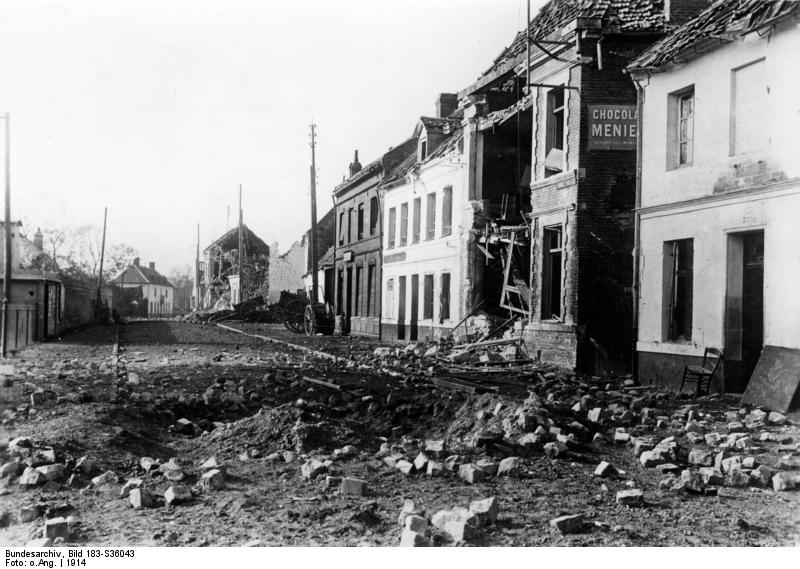
Vernieling in de Eerste Wereldoorlog

Oude vermeldingen van zowel Blangy als Saint-Laurent (vroeger Imercourt genoemd) gaan terug tot de 11de eeuw.
Op het eind van het ancien régime werd Blangy en Saint-Laurent beide een gemeente. In 1819 werden de gemeenten Saint-Laurent (727 inwoners in 1806) en Blangy (89 inwoners in 1806) samengevoegd in de gemeente Saint-Laurent-Blangy.
In de 19de en 20ste eeuw breidde de verstedelijking van Arras zich uit over Saint-Laurent-Blangy. Vooral in Blangy vestigde zich veel industrie. In de Eerste Wereldoorlog lag Saint-Laurent-Blangy aan het front.

## Geografie
De oppervlakte van Saint-Laurent-Blangy bedroeg op 1 januari 2022 9,83 vierkante kilometer; de bevolkingsdichtheid was toen 660,4 inwoners per km².. De gemeente wordt doorsneden door de Skarpe. Ten noorden van de rivier ligt Saint-Laurent, ten zuiden Blangy.

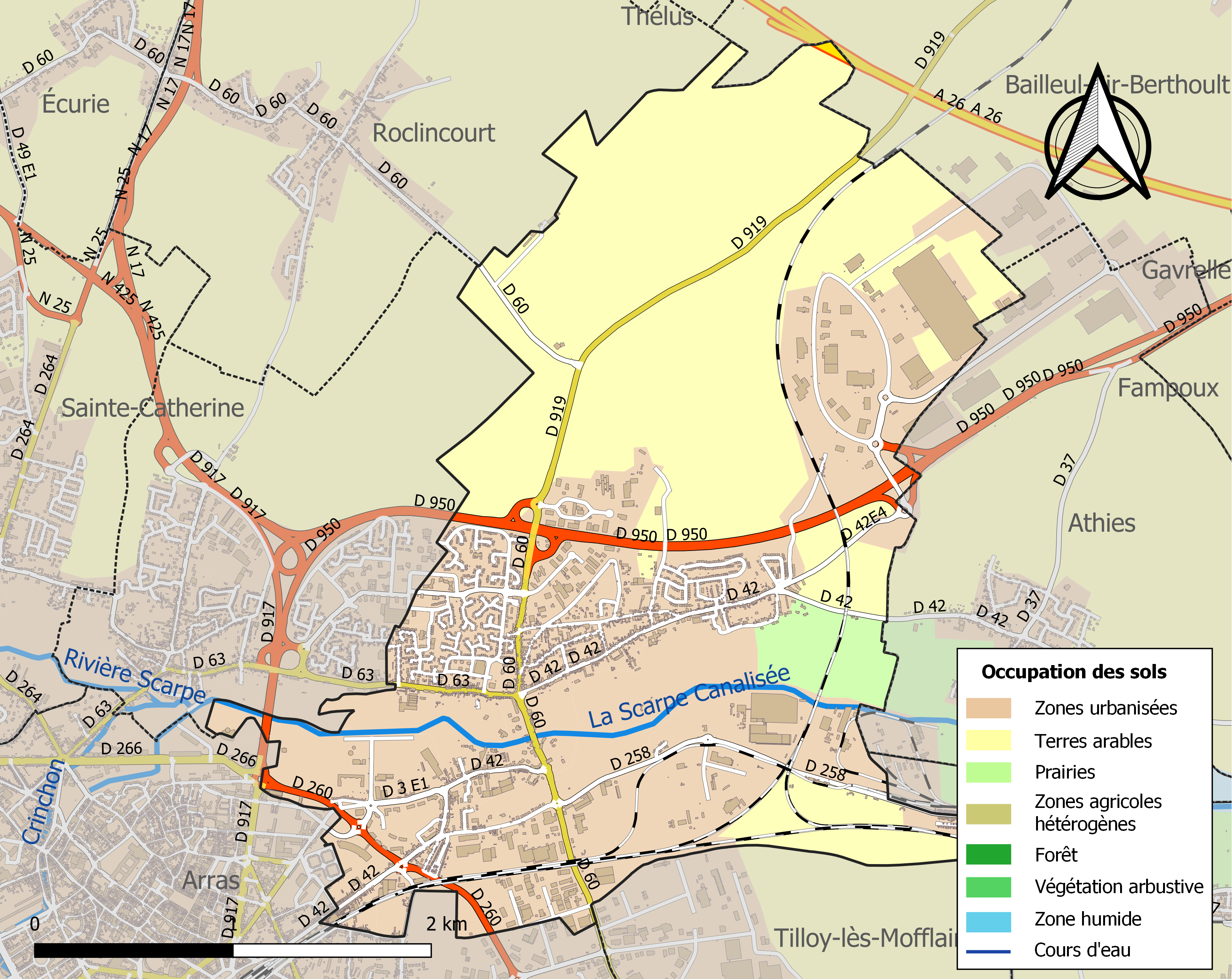
Kaart van de gemeente met belangrijkste infrastructuur, bodemgebruik en omliggende gemeenten

## Bezienswaardigheden
- De Église Saint-Laurent

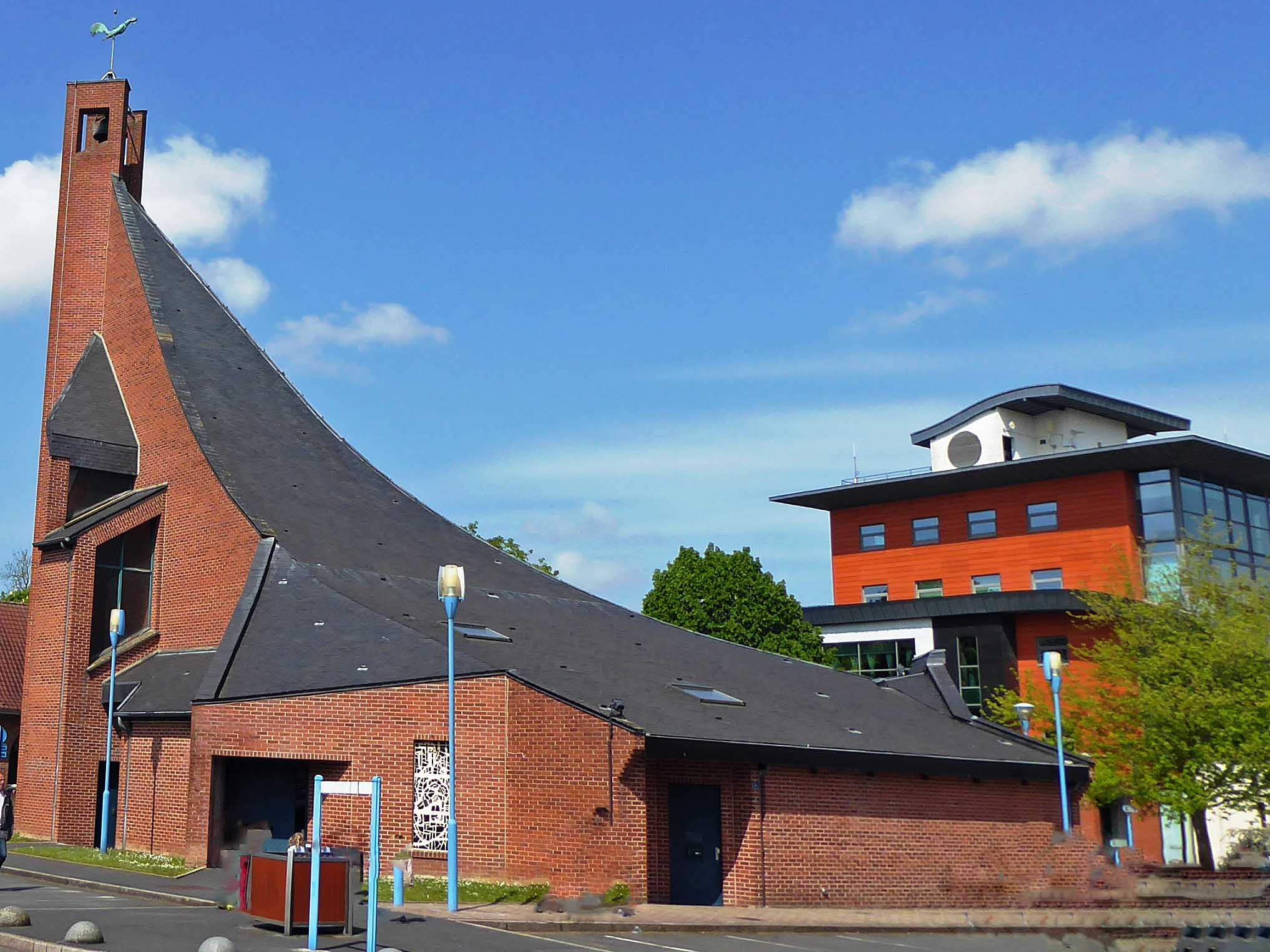
Église Saint-Laurent

- Het Deutscher Soldatenfriedhof Saint-Laurent-Blangy, met meer dan 30.000 Duitse gesneuvelden uit de Eerste Wereldoorlog
- De gemeente telt vier Britse militaire begraafplaatsen uit de Eerste Wereldoorlog:
  - Bailleul Road East Cemetery
  - Bailleul Road West Cemetery
  - Hervin Farm British Cemetery
  - Mindel Trench British Cemetery
- Op de gemeentelijke begraafplaats van Saint-Laurent-Blangy bevinden zich vier Britse oorlogsgraven uit de Tweede Wereldoorlog.

## Demografie
Onderstaande figuur toont het verloop van het inwonertal (bron: INSEE-tellingen).

## Verkeer en vervoer
Door de gemeente loopt de weg van Douai naar Arras.